# Vườn quốc định Aichi Kōgen
Vườn quốc định Aichi Kōgen (天竜奥三河国定公园 Aichi-Kogen Kokutei Koen ?) là một Vườn quốc gia dự kiến có diện tích 21.705 ha (53.630 mẫu Anh) nằm tại vùng Tokai, trên đảo Honshu, Nhật Bản. Nó được đánh giá là một khu bảo vệ cảnh quan (loại III) của IUCN. Giống như Quốc định Vườn quốc gia Hida-Kisogawa và Tenryū-Okumikawa gần đó, khu vực này bao gồm cảnh quan núi rừng với những hẻm núi và rừng rậm. Nằm trên địa giới giữa Shizuoka và Aichi, nhưng khu bảo tồn này nằm hoàn toàn trong tỉnh Aichi. Nó cũng bao gồm một phần của đường mòn tự nhiên Tokai, khu vực xung quanh đập thủy điện Yahagi và các khu vực danh lam thắng cảnh Kourankei. Khu vực được xác định là Khu bảo tồn Vườn quốc gia vào ngày 28 tháng 12 năm 1970 và được quản lý bởi chính quyền tỉnh Aichi.